# Anthurium salvadorense
Anthurium salvadorense är en kallaväxtart som beskrevs av Thomas Bernard Croat. Anthurium salvadorense ingår i släktet Anthurium och familjen kallaväxter. Inga underarter finns listade.